# آلی (رود)
آلی (به لاتین: Aley) یک رود در روسیه است که در سرزمین آلتای واقع شده‌است.